# لیکوود (اورگن)
لیکوود (به انگلیسی: Lakewood) یک منطقهٔ مسکونی در ایالات متحده آمریکا است که در شهرستان کلاکاماس، اورگن واقع شده‌است. لیکوود ۴۷ متر بالاتر از سطح دریا واقع شده‌است.